# Józef Zawal
Józef Zawal (ur. 29 stycznia 1985 w Wysogotowie, zm. 16 czerwca 1962 w Poznaniu) – polski działacz niepodległościowy, robotnik, szeregowiec rezerwy Wojska Polskiego, kawaler Orderu Virtuti Militari.

## Życiorys
Urodził się 29 stycznia 1895 we wsi Wysogotowo, w ówczesnym powiecie poznańskim zachodnim rejencji poznańskiej, w rodzinie Walentego i Antoniny z Zielińskich. Był starszym bratem Stanisława (ur. 1897), powstańca wielkopolskiego, odznaczonego Krzyżem Walecznych, Medalem Niepodległości i Wielkopolskim Krzyżem Powstańczym. W 1909 ukończył szkołę powszechną w Dopiewcu. Tam pracował przez sześć kolejnych lat. W 1915 został wcielony do hanowerskiego 26 pułku artylerii polowej i wysłany na front zachodni.
29 grudnia 1918 wstąpił jako ochotnik do oddziału Andrzeja Kopy, z którego powstał 10 pułk strzelców wielkopolskich (późniejszy 68 pułk piechoty). W czasie powstania wielkopolskiego wziął udział w walkach o Wolsztyn i Zbąszyń, pod Chodzieżą, Nakłem i Szubinem. 19 czerwca 1919 w bitwie pod Rynarzewem został ranny w prawe ramię. 28 maja 1920 pod Krzywiczami został ranny w lewą rękę. później został przeniesiony do 8 pułku piechoty Legionów, w którego szeregach walczył na wojnie z bolszewikami. Wyróżnił się w lipcu 1920 w walkach nad Styrem. Na polu walki Naczelny Wódz, marszałek Polski Józef Piłsudski odznaczył go Orderem Virtuti Militari. 23 listopada 1920 został bezterminowo urlopowany z wojska.
W styczniu 1921 rozpoczął pracę w firmie Cegielski jako niter. 6 sierpnia 1932 został zwolniony z pracy i pozostawał bezrobotnym. 16 maja 1933 został zatrudniony w Składnicy Materiału Intendenckiego w Poznaniu, w charakterze wartownika. Mieszkał w Poznaniu na Rynku Śródeckim 16 m. 3. Przed II wojną światową był zatrudniony w Komendzie Rejonu Uzupełnień Poznań Powiat, w charakterze niższego funkcjonariusza administracji wojska. W czasie okupacji niemieckiej pracował w magazynach w Poznaniu. Po II wojnie światowej zatrudnił się w Zakładach Metalurgicznych „Pomet” w charakterze ślusarza. W 1960 przeszedł na emeryturę. Zmarł 16 czerwca 1962 w Poznaniu. Został pochowany na cmentarzu Miłostowo (pole 8, kwatera 26, rząd 4).
27 kwietnia 1922 ożenił się z Heleną z Toruńskich (1899–1979). Dzieci nie miał.

## Ordery i odznaczenia
- Krzyż Srebrny Orderu Wojskowego Virtuti Militari nr 161 – 19 września 1922[c][13][14]
- Medal Niepodległości – 20 lipca 1932 „za pracę w dziele odzyskania niepodległości”[15][16][17]
- Brązowy Krzyż Zasługi – 1938 „za zasługi w służbie państwowej”[9][18]
- Wielkopolski Krzyż Powstańczy – 18 grudnia 1958[2]